# 盧卡斯·維里西莫
卢卡斯·维里西莫·达席尔瓦（葡萄牙語：Lucas Veríssimo da Silva；1995年7月7日—），巴西職業足球員，司職中後衛，現效力於卡塔爾星級足球聯賽球隊艾杜哈尼。

## 俱樂部生涯

### 桑托斯

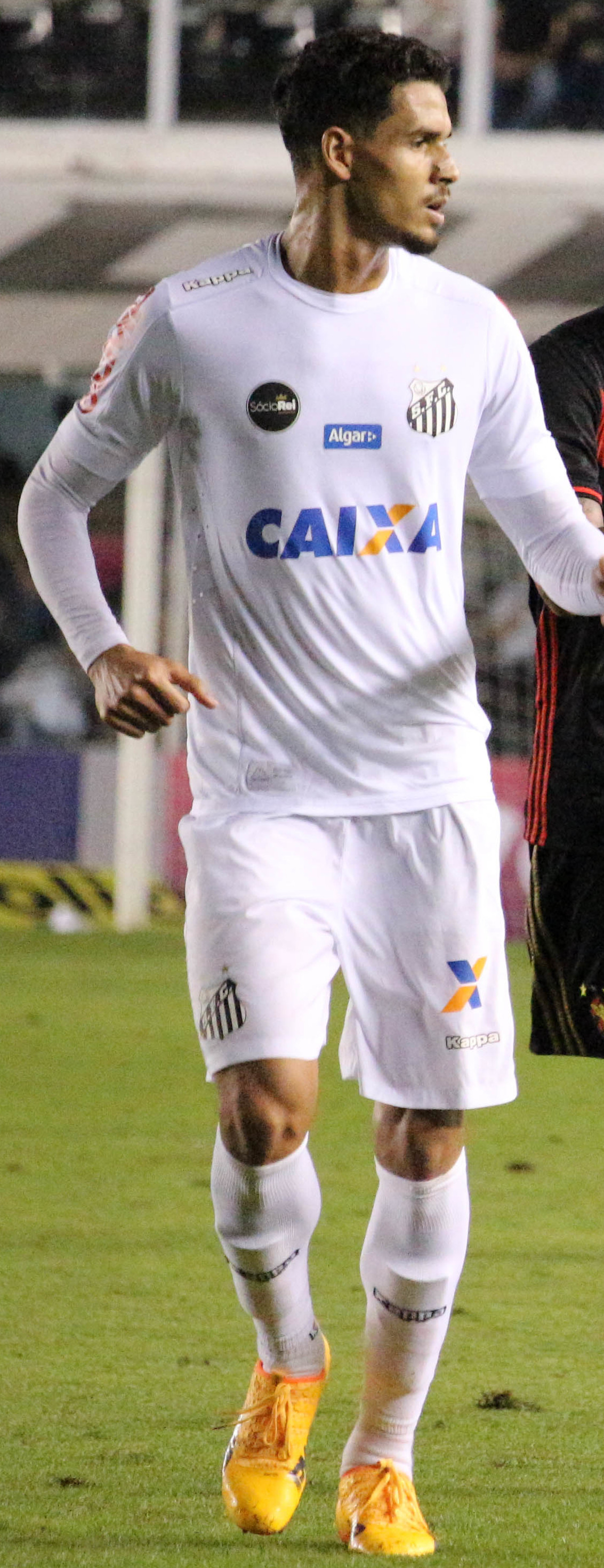
2017年，路卡斯·韦里西莫代表桑托斯上阵

韦里西莫出生于圣保罗州的让迪艾，他在那里的约瑟·博尼法西奥青年学院开始了他的足球生涯。随后，他转会至林恩斯，并在2013年1月下旬晋升为一线队成员。
在晋升为林恩斯一线队后不久，路卡斯·韦里西莫加入了桑托斯。加入桑托斯足球俱乐部后，他最初被分配到青年队。 2015年3月26日，他续签了合约，签约至2017年4月。
2015年11月28日，利用保罗·里卡多的禁赛，韦里西莫被主教练多里瓦尔·茹尼奥尔（Dorival Júnior）召入参加巴西甲级联赛对阵瓦斯科达伽马的比赛的名单， 但在客场0-1失利的比赛中，他没有被使用为替补。2015年12月30日，由于球队人员短缺，他正式晋升为一线队成员。他在接下来的一年中于1月23日的一场与巴伊亚的友谊赛中首次亮相，并打满了90分钟。
韦里西莫于2016年1月30日在一场1-1战平圣贝尔纳多的圣保罗锦标赛主场比赛中首次亮相。 3月2日，在成为常规首发后，他与俱乐部续约至2019年12月。
在大卫·布拉斯从伤病中恢复并签下路易斯·费利佩之后，韦里西莫被降为俱乐部的第四选择。他在2016年9月14日首次亮相巴西甲级联赛，替补出场，代替卢卡斯·利马在客场以1-0战胜波塔法戈的比赛中。
韦里西莫在2017年3月16日首次亮相自由者杯，在主场以2-0击败The Strongest的比赛中首发上阵。他在2017年5月4日取得了他的首个职业进球，在同一项赛事中桑托斯以3-2战胜Independiente Santa Fe，他在帕卡埃姆布球场攻入了获胜一球。
2017年7月18日，在作为首发后卫的古斯塔沃·亨里克（Gustavo Henrique）和路易斯·费利佩（Luiz Felipe）受伤后，韦里西莫续约至2022年6月。他在接下来的5月13日完成了自己在俱乐部的第100场比赛，首发出场并以3-1战胜Paraná。
2020年6月8日，韦里西莫进一步将合同延长至2024年12月。 11月9日，他和其他两名队友新冠病毒检测呈阳性。

### 賓菲加
2021年1月4日，韦里西莫同意轉會到Primeira Liga球隊S.L. Benfica，轉會費為650萬歐元，他將留在桑托斯直到球隊參加完2020 Copa Libertadores為止。十一天后，桑托斯正式宣布這項轉會。 2021年2月18日，韋里西莫在歐霸盃對阵阿森納的比賽中首次亮相，比賽以1-1平局結束。

## 外部連結
- Santos FC profile （页面存档备份，存于） （葡萄牙語）